# コステレツ・ウ・イフラヴィ - スラヴォニツェ線
コステレツ・ウ・イフラヴィ - スラヴォニツェ線（チェコ語: Železniční trať Kostelec u Jihlavy – Slavonice）は、チェコ鉄道の鉄道線の名称である。路線番号は227。
1898年、帝立王立国有鉄道によってコステレツ～テルチ間が開業した。1902年、オーストリアのターヤ谷線の延伸区間として、スラヴォニツェ～テルチ間が開業して全線開通した。かつてはチェコとオーストリアの国境を越える路線であったが、現在は国境越えの区間が廃止され、分断されている。

## 運行形態[2]

### 快速「スピェシニー(Sp)」
- レネサンツェ号：　ハヴリーチクーフ・ブロド - コステレツ - スラヴォニツェ
2時間に1本の運行。コステレツ以北は225号線に直通する。227号線内は各駅に停車する。
2019年末に運行を開始した。

### 普通
- ( ハヴリーチクーフ・ブロド - ) テルチ - スラヴォニツェ
全て各駅停車。テルチ以南が一日3-6往復（休日は北行片道1本のみ）、テルチ以北が一日3往復（休日1.5往復）の運行。テルチ以北の3往復とも、225号線のイフラヴァ方面に乗り入れる。
2019年以前は本数が多く、一日あたり、コステレツ～テルチ間は11往復、テルチ～ダチツェ間は12往復、ダチツェ～スラヴォニツェ間は8往復の運行であった（平日の場合）。うち1往復が、225号線のハヴリーチクーフ・ブロドに乗り入れていた。

## 駅一覧
以下では、チェコ国鉄227号線の駅と営業キロ、停車列車、接続路線などを一覧表で示す。なお、快速も含め、全て各駅停車である。
| 路線名 | 駅名                                 | 駅間営業キロ | 累計営業キロ       | 累計営業キロ                | 接続路線 | 所在地       | 所在地                       |
| ------ | ------------------------------------ | ------------ | ------------------ | --------------------------- | -------- | ------------ | ---------------------------- |
| 227    | コステレツ・ウ・イフラヴィ駅         | -            | コステレツから 0.0 |                             | 225号線  | ヴィソチナ州 | イフラヴァ郡                 |
| 227    | コステレツ・ウ・イフラヴィ・マスナ駅 | 0.7          | 0.7                |                             |          | ヴィソチナ州 | イフラヴァ郡                 |
| 227    | サラヴィツェ駅                       | 2.9          | 3.6                |                             |          | ヴィソチナ州 | イフラヴァ郡                 |
| 227    | イェズドヴィツェ駅                   | 1.2          | 4.8                |                             |          | ヴィソチナ州 | イフラヴァ郡                 |
| 227    | トルジェシチ駅                       | 2.7          | 7.5                |                             |          | ヴィソチナ州 | イフラヴァ郡                 |
| 227    | トルジェシチ町駅                     | 1.4          | 8.9                |                             |          | ヴィソチナ州 | イフラヴァ郡                 |
| 227    | ホヂツェ駅                           | 2.0          | 10.9               |                             |          | ヴィソチナ州 | イフラヴァ郡                 |
| 227    | セドレヨフ                           | 5.7          | 16.6               |                             |          | ヴィソチナ州 | イフラヴァ郡                 |
| 227    | ミスリボルジ駅                       | 2.9          | 19.5               |                             |          | ヴィソチナ州 | イフラヴァ郡                 |
| 227    | テルチ駅                             | 4.0          | 23.5               | シュヴァルツェナウから 66.9 |          | ヴィソチナ州 | イフラヴァ郡                 |
| 227    | テルチ旧市街駅                       | 0.9          | 24.4               | 66.0                        |          | ヴィソチナ州 | イフラヴァ郡                 |
| 227    | ラドコフ駅                           | 3.6          | 28.0               | 62.4                        |          | ヴィソチナ州 | イフラヴァ郡                 |
| 227    | スラヴィボルジ駅                     | 2.0          | 30.0               | 60.4                        |          | ヴィソチナ州 | イフラヴァ郡                 |
| 227    | ヴェルキー・ピェチーン駅             | 1.8          | 31.8               | 58.6                        |          | 南ボヘミア州 | インドルジフーフ・フラデツ郡 |
| 227    | マリー・ピェチーン駅                 | 1.5          | 33.3               | 57.1                        |          | 南ボヘミア州 | インドルジフーフ・フラデツ郡 |
| 227    | ダチツェ駅                           | 2.7          | 36.0               | 54.4                        |          | 南ボヘミア州 | インドルジフーフ・フラデツ郡 |
| 227    | ダチツェ町駅                         | 0.8          | 36.8               | 53.6                        |          | 南ボヘミア州 | インドルジフーフ・フラデツ郡 |
| 227    | ウルバネチ駅                         | 4.5          | 41.3               | 49.1                        |          | 南ボヘミア州 | インドルジフーフ・フラデツ郡 |
| 227    | ペチ駅                               | 2.7          | 44.0               | 46.4                        |          | 南ボヘミア州 | インドルジフーフ・フラデツ郡 |
| 227    | ドルニー・ボリーコフ駅               | 2.7          | 46.7               | 43.7                        |          | 南ボヘミア州 | インドルジフーフ・フラデツ郡 |
| 227    | ムチショフ駅                         | 2.1          | 48.8               | 41.6                        |          | 南ボヘミア州 | インドルジフーフ・フラデツ郡 |
| 227    | スラヴォニツェ駅                     | 4.7          | 53.5               | 36.9                        |          | 南ボヘミア州 | インドルジフーフ・フラデツ郡 |